# India op de Olympische Zomerspelen 2012
India nam deel aan de Olympische Zomerspelen 2012 in Londen, Verenigd Koninkrijk.

## Medailleoverzicht
| Sport       | Olympiër       | Onderdeel               | Medaille |
| ----------- | -------------- | ----------------------- | -------- |
| Schietsport | Vijay Kumar    | 25m snelvuurpistool (m) | Zilver   |
| Worstelen   | Sushil Kumar   | -66kg vrije stijl (m)   | Zilver   |
| Badminton   | Saina Nehwal   | enkelspel (v)           | Brons    |
| Boksen      | Mary Kom       | -51kg (v)               | Brons    |
| Schietsport | Gagan Narang   | 10m luchtgeweer (m)     | Brons    |
| Worstelen   | Yogeshwar Dutt | -60kg vrije stijl (m)   | Brons    |

## Deelnemers en resultaten
(m) = mannen, (v) = vrouwen

### Atletiek
| Olympiër             | Onderdeel              | Resultaat | Prestatie                                                     |
| -------------------- | ---------------------- | --------- | ------------------------------------------------------------- |
| Ram Singh Yadav      | marathon (m)           | 78e       | 2:30.06                                                       |
| Baljinder Singh      | 20km snelwandelen (m)  | 43e       | 1:25.39                                                       |
| Gurmeet Singh        | 20km snelwandelen (m)  | 33e       | 1:23.34                                                       |
| Irfan Kolothum Thodi | 20km snelwandelen (m)  | 10e       | 1:20.21 (NR)                                                  |
| Basanta Bahadur Rana | 50km snelwandelen (m)  | 36e       | 3:56.48 (NR)                                                  |
| Renjith Maheshwary   | hink-stap-springen (m) | 27e       | kwalificatie groep A: geen geldige sprong                     |
| Om Prakash Karhana   | kogelstoten (m)        | 19e       | kwalificatie groep B: 10de met 19,86m                         |
| Vikas Gowda          | discuswerpen (m)       | 8e        | kwalificatie groep A: 1ste met 65,20m finale: 8ste met 64,79m |
|                      |                        |           |                                                               |
| Tintu Luka           | 800m (v)               | 11e       | serie 2: 3de in 2.01,75 halve finale 2: 6de in 1.59,69        |
| Sudha Singh          | 3000m steeplechase (v) | 31e       | serie 1: 13de in 9.48,86                                      |
| Mayookha Johny       | hink-stap-springen (v) | 22e       | kwalificatie groep B: 13de met 13,77m                         |
| Sahana Kumari        | hoogspringen (v)       | 29e       | kwalificatie groep B: 15de met 1,80m                          |
| Seema Antil          | discuswerpen (v)       | 13e       | kwalificatie groep B: 6de met 61,91m                          |
| Krishna Poonia       | discuswerpen (v)       | 7e        | kwalificatie groep A: 5de met 63,54m finale: 7de met 63,62m   |

### Badminton
| Olympiër                      | Onderdeel          | Resultaat | Prestatie |
| ----------------------------- | ------------------ | --------- | --- |
| Parupalli Kashyap             | enkelspel (m)      | 5e        | groep D: 1ste W van BEL Tan: 2-0 (21-14,21-12) W van VIE Minh: 2-0 (21-9,21-14) 2de ronde: W van SRI Karunaratne: 2-1 (21-14,15-21,21-9) kwartfinale: V van MAS Wei: 0-2 (19-21,11-21)                                                                                             |
|                               |                    |           | |
| Saina Nehwal                  | enkelspel (v)      | Brons     | groep E: 1ste W van SUI Jaquet: 2-0 (21-9,21-4) W van BEL Tan: 2-0 (21-4,21-14) 2de ronde: W van NED Jie: 2-0 (21-14,21-16) kwartfinale: W van DEN Baun: 2-0 (21-15,22-20) halve finale: V van CHN Wang: 0-2 (13-21,13-21) bronzen finale: W van CHN Wang: 0-2 (18-21,0-1* opgave) |
| Jwala Gutta Ashwini Ponnappa  | dubbelspel (v)     | 17e       | groep B: 3de V van JPN Fujii/Kakiiwa: 0-2 (16-21,18-21) W van TPE Cheng/Chien: 1-2 (25-23,16-21,21-18) W van SIN Sari/Yao: 2-0 (21-16,21-15) |
|                               |                    |           | |
| Valiyaveetil Diju Jwala Gutta | gemengd dubbelspel | 17e       | groep C: 4de V van INA Ahmad/Natsir: 0-2 (16-21,12-21) V van DEN Laybourn/Juhl: 0-2 (12-21,16-21) V van KOR Lee/Ha: 0-2 (15-21,15-21) |

### Boksen
| Olympiër            | Onderdeel | Resultaat | Prestatie |
| ------------------- | --------- | --------- | --- |
| Devendro Singh      | -49kg (m) | 5e        | 1ste ronde: W van HON Molina: scheidsrechterlijke beslissing 2de ronde: W van MGL Serdamba: 16-11 kwartfinale: V van IRL Barnes: 18-23 |
| Shiva Thapa         | -56kg (m) | 17e       | 1ste ronde: V van MEX Valdez: 9-14 |
| Jai Bhagwan         | -60kg (m) | 9e        | 1ste ronde: W van SEY Allisop: 18-8 2de ronde: V van KAZ Zhailauov: 8-16                                                               |
| Manoj Kumar         | -64kg (m) | 9e        | 1ste ronde: W van TKM Hudayberdiyev: 13-7 2de ronde: V van GBR Stalker: 16-20                                                          |
| Vikas Krishan Yadav | -69kg (m) | 9e        | 1ste ronde: vrij 2de ronde: V van USA Spence: 13-15                                                                                    |
| Vijender Singh      | -75kg (m) | 5e        | 1ste ronde: W van KAZ Suzhanov: 14-10 2de ronde: W van USA Gausha: 16-15 kwartfinale: V van UZB Atoev: 13-17                           |
| Sumit Sangwan       | -81kg (m) | 17e       | 1ste ronde: V van BRA Florentino: 14-15                                                                                                |
|                     |           |           | |
| Mary Kom            | -51kg (v) | Brons     | 1ste ronde: W van POL Michalczuk: 19-14 kwartfinale: W van TUN Rahali: 15-6 halve finale: V van GBR Adams: 6-11                        |

### Boogschieten
| Olympiër                                               | Onderdeel       | Resultaat | Prestatie |
| ------------------------------------------------------ | --------------- | --------- | --- |
| Rahul Banerjee                                         | individueel (m) | 17e       | plaatsingsronde: 46ste met 655 punten 1ste ronde: W van MGL Gantögs: 6-0 2de ronde: V van POL Dobrowolski: 3-7 |
| Tarundeep Rai                                          | individueel (m) | 17e       | plaatsingsronde: 31ste met 664 punten 1ste ronde: W van CUB Stevens: 6-5 2de ronde: V van KOR Kim: 2-6         |
| Jayanta Talukdar                                       | individueel (m) | 33e       | plaatsingsronde: 53ste met 650 punten 1ste ronde: V van USA Wukie: 0-6                                         |
| Rahul Banerjee Jayanta Talukdar Tarundeep Rai          | team (m)        | 9e        | plaatsingsronde: 12de met 1969 punten 1ste ronde: V van Japan: 214-214 (27-29)                                 |
|                                                        |                 |           | |
| Deepika Kumari                                         | individueel (v) | 33e       | plaatsingsronde: 8st met 662 punten 1ste ronde: V van GBR Oliver: 2-6                                          |
| Bombayla Devi Laishram                                 | individueel (v) | 17e       | plaatsingsronde: 22ste met 651 punten 1ste ronde: W van GRE Psarra: 6-4 2de ronde: V van MEX Roman: 2-6        |
| Chekrovolu Swuro                                       | individueel (v) | 33e       | plaatsingsronde: 50ste met 625 punten 1ste ronde: V van USA Nichols: 5-6                                       |
| Deepika Kumari Bombayla Devi Laishram Chekrovolu Swuro | team (v)        | 9e        | plaatsingsronde: 9de met 1938 punten 1ste ronde: V van Denemarken: 210-211                                     |

### Gewichtheffen
| Katulu Ravi Kumar     | -69kg (m)  | 15e | trekken: 16de met 136kg stoten: 15de met 167kg totaal: 303kg |  |  |
|                       |            |     |                                                              |  |  |
| Ngangbam Soniya Chanu | -48kg) (v) | 7e  | trekken: 8ste met 74kg stoten: 7de met 97kg totaal: 171kg    |  |  |

### Hockey
| Olympiër | Onderdeel | Resultaat | Prestatie |
| --- | --------- | --------- | --- |
| Bharat Chettri Tushar Khandekar Birendra Lakra Danish Mujtaba V. R. Raghunath Dharamvir Singh Gurbaj Singh Gurwinder Singh Chandi Manpreet Singh Sandeep Singh Sardara Singh Shivendra Singh P. R. Sreejesh Sowmarpet Sunil Ignace Tirkey S. K. Uthappa | mannen    | 12e       | groep B: 6e V van Nederland: 2-3 V van Nieuw-Zeeland: 1-3 V van Duitsland: 2-5 V van Zuid-Korea: 1-4 V van België: 0-3 11-12de plek: V van Zuid-Afrika: 2-3 |

| Groep A |               |             |             |             |             |            |            |            |        |
| #       | Land          | Wedstrijden | Wedstrijden | Wedstrijden | Wedstrijden | Doelpunten | Doelpunten | Doelpunten | Punten |
| #       | Land          | G           | W           | G           | V           | V          | T          | Saldo      | Punten |
| 1       | Nederland     | 5           | 5           | 0           | 0           | 18         | 7          | +11        | 15     |
| 2       | Duitsland     | 5           | 3           | 1           | 1           | 14         | 11         | +3         | 1      |
| 3       | België        | 5           | 2           | 1           | 2           | 8          | 7          | +1         | 7      |
| 4       | Zuid-Korea    | 5           | 2           | 0           | 3           | 9          | 8          | +1         | 6      |
| 5       | Nieuw-Zeeland | 5           | 1           | 2           | 2           | 10         | 14         | -4         | 5      |
| 6       | India         | 5           | 0           | 0           | 5           | 6          | 18         | -12        | 0      |

| Ronde        | Datum  | Plaats        | Land | Score      | Land |
| ------------ | ------ | ------------- | ---- | ---------- | ---- |
| Groepsfase   |        |               |      |            |      |
| 30 juli      | Londen | Nederland     | 3-2  | India      |      |
| 1 augustus   | Londen | Nieuw-Zeeland | 3-1  | India      |      |
| 3 augustus   | Londen | Duitsland     | 5-2  | India      |      |
| 5 augustus   | Londen | India         | 1-4  | Zuid-Korea |      |
| 7 augustus   | Londen | India         | 0-3  | België     |      |
| 11-12de plek |        |               |      |            |      |
| 11 augustus  | Londen | Zuid-Afrika   | 3-2  | India      |      |

### Judo
| Olympiër         | Onderdeel | Resultaat | Prestatie                         |
| ---------------- | --------- | --------- | --------------------------------- |
| Garima Chaudhary | -63kg (v) | 17e       | 1ste ronde: V van JPN Ueno: ippon |

### Roeien
| Olympiër                    | Onderdeel              | Resultaat | Prestatie |
| --------------------------- | ---------------------- | --------- | --- |
| Sawarn Singh                | skiff (m)              | 16e       | serie 1: 4de in 6.54,04 herkansingen: 1ste in 7.00,49 kwartfinale 3: 4de in 7.11,59 halve finale C/D: 2de in 7.36,25 finale C: 4de in 7.29,66 |
| Sandeep Kumar Manjeet Singh | lichte dubbel-twee (m) | 19e       | serie 1: 4de in 6.56,60 herkansingen: 6de in 6.54,20 halve finale C/D: 4de in 7.19,31 finale D: 1ste in 7.08,39                               |

### Schietsport
| Olympiër              | Onderdeel                  | Resultaat | Prestatie                                                                              |
| --------------------- | -------------------------- | --------- | -------------------------------------------------------------------------------------- |
| Abhinav Bindra        | 10m luchtgeweer (m)        | 16e       | kwalificatie: 16de met 594 punten (99-99-100-100-99-97)                                |
| Gagan Narang          | 10m luchtgeweer (m)        | Brons     | kwalificatie: 3de met 598 punten (100-100-98-100-100-100) finale: 3de met 701,1 punten |
| Gagan Narang          | 50m geweer 3 houdingen (m) | 20e       | kwalificatie: 20ste met 1165 punten (398-377-389)                                      |
| Sanjeev Rajput        | 50m geweer 3 houdingen (m) | 26e       | kwalificatie: 26ste met 1161 punten (395-378-388)                                      |
| Joydeep Karmakar      | 50m geweer liggend (m)     | 4e        | kwalificatie: 7de met 595 punten (99-98-100-98-100-100) finale: 4de met 699,1 punten   |
| Gagan Narang          | 50m geweer liggend (m)     | 18e       | kwalificatie: 18de met 593 punten (98-100-100-98-97-100)                               |
| Vijay Kumar           | 25m snelvuurpistool (m)    | Zilver    | kwalificatie: 4de met 585 punten (293-292) finale: 2de met 30 punten                   |
| Vijay Kumar           | 10m luchtpistool (m)       | 31e       | kwalificatie: 31ste met 570 punten (94-95-94-97-97-93)                                 |
| Manavjit Singh Sandhu | trap (m)                   | 16e       | kwalificatie: 16de met 119 punten (24-24-22-25-24)                                     |
| Ronjan Sodhi          | dubbeltrap (m)             | 11e       | kwalificatie: 11de met 134 punten (48-44-42)                                           |
|                       |                            |           |                                                                                        |
| Rahi Sarnobot         | 25m pistool (v)            | 19e       | kwalificatie: 19de met 579 punten (291-288)                                            |
| Annu Raj Singh        | 25m pistool (v)            | 30e       | kwalificatie: 30ste met 575 punten (286-289)                                           |
| Heena Sidhu           | 10m luchtpistool (v)       | 12e       | kwalificatie: 12de met 382 punten (93-97-97-95)                                        |
| Annu Raj Singh        | 10m luchtpistool (v)       | 23e       | kwalificatie: 23ste met 378 punten (94-96-97-91)                                       |
| Shagun Chowdhary      | trap (v)                   | 20e       | kwalificatie: 20ste met 61 punten (23-17-21)                                           |

### Tafeltennis
| Olympiër        | Onderdeel     | Resultaat | Prestatie |
| --------------- | ------------- | --------- | --- |
| Soumyajit Ghosh | enkelspel (m) | 33e       | voorronde: vrij 1ste ronde: W van BRA Tsuboi: 4-2 (11-9, 14-12, 7-11, 12-10, 5-11, 12-10) 2de ronde: V van PRK Kim: 1-4 (11-6, 6-11, 5-11, 9-11, 7-11) |
|                 |               |           | |
| Ankita Das      | enkelspel (v) | 49e       | voorronde: vrij 1ste ronde: V van ESP Ramirez: 1-4 (9-11, 8-11, 7-11, 11-8, 2-11)                                                                      |

### Tennis
| Olympiër                        | Onderdeel      | Resultaat | Prestatie                                                                                                 |
| ------------------------------- | -------------- | --------- | --- |
| Somdev Devvarman                | enkelspel (m)  | 33e       | 1ste ronde: V van FIN Nieminen: 3-6, 1-6                                                                  |
| Vishnu Vardhan                  | enkelspel (m)  | 33e       | 1ste ronde: V van SLO Kavčič: 3-6, 2-6                                                                    |
| Mahesh Bhupathi Rohan Bopanna   | dubbelspel (m) | 9e        | 1ste ronde: W van BLR Bury/Mirni: 7-6(4), 6-7(4), 8-6 2de ronde: V van FRA Benneteau/Gasquet: 3-6, 4-6    |
| Leander Paes Vishnu Vardhan     | dubbelspel (m) | 9e        | 1ste ronde: W van NED Haase/Roejer: 7-6(1), 4-6, 6-2 2de ronde: V van FRA Llorda/Tsonga: 6-7(3), 6-4, 3-6 |
|                                 |                |           | |
| Rushmi Chakravarthi Sania Mirza | dubbelspel (v) | 17e       | 1ste ronde: V van TPE Chuang/Hsieh: 1-6, 6-3, 1-6                                                         |
|                                 |                |           | |
| Leander Paes Sania Mirza        | dubbelspel (g) | 5e        | 1ste ronde: W van SRB Ivanović /Zimonjić: 6-2, 6-4 2de ronde: V van BLR Azarenka/Mirno: 5-7,6-7 (5)       |

### Worstelen
| Olympiër               | Onderdeel   | Resultaat   | Prestatie |
| Vrije stijl            | Vrije stijl | Vrije stijl | Vrije stijl |
| ---------------------- | ----------- | ----------- | --- |
| Amit Kumar             | -55kg (m)   | 10e         | kwalificatie: vrij 1ste ronde: W van IRI Rahimi: 3-1 kwartfinale: V van GEO Khinchgashvili: 1-3 herkansingen: V van BUL Velikov: 0-3                                                    |
| Yogeshwar Dutt         | -60kg (m)   | Brons       | kwalificatie: W van BUL Guidea: 3-1 1ste ronde: V van RUS Kudukohv: 0-3 herkansingen: W van PUR Gómez: 3-0 herkansingen 2: W van IRI Esmaeilpour: 3-1 bronzen finale: W van PRK Ri: 3-1 |
| Sushil Kumar           | -66kg (m)   | Zilver      | kwalficatie: vrij 1ste ronde: W van TUR Sahin: 3-1 kwartfinale: W van UZB Navruzov: 3-1 halve finale: W van KAZ Tanatarov: 3-1 finale: V van JPN Yonemitsu: 0-3                         |
| Narsingh Pancham Yadav | -74kg (m)   | 14e         | kwalificatie: vrij 1st ronde: V van CAN Gentry: 1-3 |
|                        |             |             | |
| Geeta Phogat           | -55kg (v)   | 13e         | kwalificatie: vrij 1ste ronde: V van CAN Verbeek: 1-3 herkansingen: V van UKR Lazareva: 0-3                                                                                             |

### Zwemmen
| Olympiër        | Onderdeel            | Resultaat | Prestatie                |
| --------------- | -------------------- | --------- | ------------------------ |
| Gagan Ullalmath | 1500m vrije slag (m) | 31e       | serie 1: 7de in 16.31,14 |

Afghanistan · Albanië · Algerije · Amerikaanse Maagdeneilanden · Amerikaans-Samoa · Andorra · Angola · Antigua en Barbuda · Argentinië · Armenië · Aruba · Australië · Azerbeidzjan · Bahama's · Bahrein · Bangladesh · Barbados · België · Belize · Benin · Bermuda · Bhutan · Bolivia · Bosnië en Herzegovina · Botswana · Brazilië · Britse Maagdeneilanden · Brunei · Bulgarije · Burkina Faso · Burundi · Cambodja · Canada · Centraal-Afrikaanse Republiek · Chili · China · Chinees Taipei · Colombia · Comoren · Congo-Brazzaville · Congo-Kinshasa · Cookeilanden · Costa Rica · Cuba · Cyprus · Denemarken · Djibouti · Dominica · Dominicaanse Republiek · Duitsland · Ecuador · Egypte · El Salvador · Equatoriaal-Guinea · Eritrea · Estland · Ethiopië · Fiji · Filipijnen · Finland · Frankrijk · Gabon · Gambia · Georgië · Ghana · Grenada · Griekenland · Groot-Brittannië · Guam · Guatemala · Guinee · Guinee‑Bissau · Guyana · Haïti · Honduras · Hongarije · Hongkong · Ierland · IJsland · India · Indonesië · Irak · Iran · Israël · Italië · Ivoorkust · Jamaica · Japan · Jemen · Jordanië · Kaaimaneilanden · Kaapverdië · Kameroen · Kazachstan · Kenia · Kirgizië · Kiribati · Koeweit · Kroatië · Laos · Lesotho · Letland · Libanon · Liberia · Libië · Liechtenstein · Litouwen · Luxemburg · Macedonië · Madagaskar · Malawi · Maldiven · Maleisië · Mali · Malta · Marshalleilanden · Marokko · Mauritanië · Mauritius · Mexico · Micronesië · Moldavië · Monaco · Mongolië · Montenegro · Mozambique · Myanmar · Namibië · Nauru · Nederland · Nepal · Nicaragua · Nieuw-Zeeland · Niger · Nigeria · Noord-Korea · Noorwegen · Oeganda · Oekraïne · Oezbekistan · Oman · Oostenrijk · Oost-Timor · Pakistan · Palau · Palestina · Panama · Papoea-Nieuw-Guinea · Paraguay · Peru · Polen · Portugal · Puerto Rico · Qatar · Roemenië · Rusland · Rwanda · Saint Kitts en Nevis · Saint Lucia · Saint Vincent en Grenadines · Salomonseilanden · Samoa · San Marino · Sao Tomé en Principe · Saoedi-Arabië · Senegal · Servië · Seychellen · Sierra Leone · Singapore · Slovenië · Slowakije · Soedan · Somalië · Spanje · Sri Lanka · Suriname · Swaziland · Syrië · Tadzjikistan · Tanzania · Thailand · Togo · Tonga · Trinidad en Tobago · Tsjaad · Tsjechië · Tunesië · Turkije · Turkmenistan · Tuvalu · Uruguay · Vanuatu · Venezuela · Verenigde Arabische Emiraten · Verenigde Staten · Vietnam · Wit-Rusland · Zambia · Zimbabwe · Zuid-Afrika · Zuid-Korea · Zweden · Zwitserland · Onafhankelijke atleten